# Samsung Constructions
Samsung Engineering & Construction (hangul: 삼성건설 hancha: 三星建設) – koreańskie przedsiębiorstwo budowlane założone w 1977, z siedzibą w Seongnam w Korei Południowej.

## Zlecenia
Samsung E&C było głównym wykonawcą Zachodniej Wieży Petronas Towers oraz najwyższego budynku świata (otwarcie 4 stycznia 2010 roku) Burdż Chalifa w Zjednoczonych Emiratach Arabskich.